# اندیس سیلیس خلیل دشت ماسوله
سیلیس خلیل دشت ماسوله یک اندیس غیرفلزی است که در حوالی شهر ماسوله استان گیلان قرار دارد و مادهٔ معدنی موجود در آن، سیلیس است.سنگ میزبان این اندیس فیلیت، آهک، شیل و سنگهای درونی است و دیرینگی آن به دوران ژوراسیک - تریاس می‌رسد. در این اندیس، پاراژنز‌های سرب و روی یافت می‌شوند.